# شيخ الكار
شيخ الكار مصطلح قديم كان يطلق في دمشق القديمة وحلب القديمة على عميد أصحاب مهنة أو حرفة واحدة، هو أخبرهم وكبيرهم الذي يمثلهم أمام المهن الأخرى وأمام الدولة وأمام شيخ مشايخ الكار.

## المصطلحات
مصطلح رسمي، استعمل في سوريا للدلالة على رتبة رئيس لمجموعة مهنية. ويوازيها بالمصطلحات الحديثة رئيس نقابة أو نقيب.
- كان لكل مهنة من المهن والصناعات معلميها وأصحابه أي محترفيها. وكان يقال عن كبير أية مهنة «شيخ الكار». ومن هنا نتداول أسماء عائلات تبدأ بكلمة «شيخ» مثل شيخ النجارين وشيخ الحدادين وشيخ الصاغة.[2][3]
- الكار: غرفة تجارية أو غرفة حرف.
- يتألف مجلس الكار من شيوخ، ويعتبر شيخ الكار شيخ شيوخ الكار أو رئيسهم.
- يتكون الكار من شيخ الكار، شيوخ الكار (الأعضاء)، وأهل الكار (أهل الصنعة).

وقد يطلق عليه في بعض الحرف لقب: باشي (كما في حرفة القصابين أو المعماريين: قصاب باشي، معمار باشي).

## مهامه
- عقد مجالس لصالح الحرفة يترأسها.
- يسهر على حفظ ارتباط أهل الكار (غرفة تجارية).
- يقاص (يحاسب حسابا عسيرا) من أتى بإخلال في حق الصنع.
- إعطاء رتبة للمبتدئين الماهرين ويمكن أن يتحصل على رتبة صانع أو يرتقي مباشرة إلى رتبة معلم.
- النظر في انتداب الصناع والموارد البشرية لدى الأعراف.

## شروط انتخابه
- لكل حرفة شيخ ينتخب، ويجب أن يكون قد اشتهر بحسن الأخلاق والطوية وامتاز بمعرفة أصول الحرفة.
- لا يشترط بكونه أكبرهم سنا ولا من الشيوخ بل يجوز أن يكون حديث السن (فإن شيخ كار القفيلاتية سنه من 25 إلى 35 سنة وشيخ كار الجليلاتية من 20 إلى 27 والكمرجية ابتداء من 20 تقريبا، كل هذه المهن من المهن الدمشقية التقليدية).
- القاعدة بأن يكون حاويا حسن الصفات وعنده العلم بأمور الكار
- أن يكون مدفوعا بين الناس وذو وجاهة عند الحكومة ومن المحتمل أن لايكون هكذا فعلا وأنه حاز هذا الصيت عند قيامه يوما بحل مشكلة لأهل حرفته.
- في بعض الحرف تنتقل مشيختها بالوراثة من الأب إلى الأبن شرط أن يكون بسماح شيوخ الكار حتى لا يخالف شرط الانتخاب، حتى أنهم إذا ارتؤوا انتخاب غيره قاموا بذلك.

## تعيينه
بعد انتخابه شيخا للكار من أهل الكار، يذهب أهل الحرفة من الشيوخ والمعلمين إلى شيخ المشايخ فيدخلون عليه ويقولون: إننا قد عينا فلانا شيخا علينا. فيأخذ شيخ المشايخ بأن يتلو عليه الآيات القرآنية ثم يقدم له النصائح اللازمة لإدارة حرفته بالعدل والأستقامة والسهر على صالحها..ثم يسلمه العهد وبعد ذلك يقال عن شيخ الكار الجديد أنه دخل على بساط الشيخ أي أنه فاز بالتصديق على مشيخته لدى شيخ المشايخ.

## مداخيله
يعتبر هذا المنصب تطوعيا، غير أنه يتقاضى أجرا لدى المحاكم عند الفصل في قضايا الامور التجارية، وعند مشورته في جودة البضائع من مراقبي الحكومة.
انقرضت الكثير من المهن وبالتالي لم يعد لها شيوخ كار كشيخ السروجية الذين يصنعون سروج الخيل وذلك حين حلت السيارات ووسائل النقل الحديثة بدلا عن الخيل.

## وصلات خارجية
- دفاتر شامية عتيقة لمؤلفه أحمد إيبيش
- شبكة الصحافة غير المنحازة